# Qui êtes-vous, monsieur Sorge ?
Pour plus de détails, voir Fiche technique et Distribution.
Qui êtes-vous, monsieur Sorge ? est un film d'espionnage franco-nippo-italiano-allemand réalisé par Yves Ciampi et sorti en 1961.

## Synopsis
Le film est basé sur l'histoire vraie de Richard Sorge, travaillant à l'ambassade d'Allemagne au Japon entre 1935 et 1943 et espion pour l'URSS.

## Fiche technique
- Titre français : Qui êtes-vous, monsieur Sorge ?
- Titre italien : La spia del secolo
- Titre japonais : Spy Sorge: Shinjuwan zen'ya (スパイ・ゾルゲ 真珠湾前夜?)
- Titre allemand : Wer sind Sie, Dr. Sorge?
- Réalisation : Yves Ciampi, assisté d'Yves Boisset
- Scénario :  Yves Ciampi, Hans-Otto Meissner, Tsutomu Sawamura
- Photographie : Emile Vilerbue, Toshio Ubukata
- Musique : Serge Nigg
- Production : Jacques Bar
- Pays de production :   France,  Japon,  Italie,  Allemagne de l'Ouest
- Genre : film d'espionnage
- Durée : 135 minutes
- Dates de sortie :
  - France : 29 mars 1961[1]
  - Japon : 21 juin 1961[2]

## Distribution
- Thomas Holtzmann : Richard Sorge
- Keiko Kishi : Yuki Sakurai
- Mario Adorf : Max Klausen
- Nadine Basile : Anna Klausen
- Jacques Berthier :  Serge de Branowski
- Ingrid van Bergen : Lilly Braun
- Wilhelm Borchert : Von Ack
- Boy Gobert :  Meissinger
- Rolf Kutschera : le général Wolf
- Eitarō Ozawa : Fujimori
- Françoise Spira : Edith de Branowski
- Adelheid Seeck : Helma Wolf
- Akira Yamanouchi :  Hidemi Ozaki
- Hans-Otto Meissner :  lui-même

et non crédités 
- Shinobu Asaji : la femme d'Ozaki
- Kenji Hayashi : Yoshi
- Ryūji Kita : Fumimaro Konoe
- Kōji Nanbara : Yotoku Miyagi